# King Kong (1933.)
King Kong je slavni američki crno-bijeli film fantastike iz 1933. kojeg su režirali Merian C. Cooper i Ernest B. Schoedsack. Danas se smatra jednim od klasika kinematografije u kojem se posebno ističu fascinantni specijalni efekti Willisa O'Briena postavljeni pomoću Stop Motion animacije.

## Radnja
New York. Ann Darrow je nezaposlena glumica koja uzaludno traži posao za vrijeme velike depresije u SAD-u. No onda upozna slavnog redatelja pustolovnih filmova Carla Denhama koji joj ponudi posao na lokacijama tajnovitog otoka Lubanje negdje u Tihom oceanu, što ona prihvati. Putujući na brodu, Ann se zaljubi u Jacka Driscolla. No na otoku sretnu grupu domorodaca koji zahtijevaju od ekipe da im daju plavokosu Ann kako bi ju žrtvovali Kongu. Pošto ekipa ne zna što je Kong, odbije njihovu ponudu. No domoroci upadnu na njihov brod i otmu Ann te ju svežu za stup u džungli. Tamo se pojavi Kong, ogromni gorila veličine od 15-ak metara koji otme Ann. 
Ekipa krene u potragu kako bi ju spasili, no na putu naiđu na opasne dinosaure i čudovišta. Sauropod ubije dio mornara, no Jack je odlučan u svojoj nakani da spasi Ann. Ona pak u međvremenu biva svjedokom borbe Konga i Tiranosaura Rexa te otkrije da se ogromni majmun ipak brine za nju. Ipak, Jack dođe do Kongove pečine te uspije izbaviti Ann i skočiti s njom u more. Ljutiti Kong krene napasti selo domorodaca no Carl ga uspije onesvijestiti eksplozijama i dimom za spavanje. Kong biva odvezen u New York te tamo predstavljen publici svezan s lancima u jednoj dvorani. No kada ugleda Ann pobijesni te razbije lance a publika pobjegne. Kong otme Ann te se s njom popne na Empire State Building. Tamo ga pogode hici aviona i on mrtav padne na tlo.

## Glumci
- Fay Wray - Ann Darrow
- Robert Armstrong - Carl Denham
- Bruce Cabot - Jack Driscoll
- Frank Reicher - Kapetan Englehorn

## Uvod
King Kong je inspiriran knjigom Arthura Conana Doylea "Izgubljeni svijet" iz 1912. u kojoj su znanastvenici otkrili žive dinosaure. Kako bi dočarao King Konga i razne dinosaure, Willis O'Brien je uložio puno truda u tada revolucionarnu tehniku za specijalne efekte zvanu Stop Motion animacija a na raspolaganju mu je bio budžet od 600.000 $. Minijaturni model Konga bio je visok samo 40-ak centimetara. Pri premijeri je publika negativno reagirala na sekvencu u kojoj mornari padnu i provaliju i bivaju pojedeni od ogromnih pauka i guštera, pa su je redatelji izrezali i ona je do danas izgubljena. Isto tako, cenzura je često rezala pojedine scene, poput one u kojoj Kong skida Anninu haljinu ili ubija domoroce. U kinima je film slomio rekorde gledanosti zaradivši tada rekordnih 90.000 $ u prvome tjednu prikazivanja te postao iznimno utjecajan - Ray Harryhausen je izjavio da ga je film inspirirao da se bavi specijalnim efektime - a polučio je i puno nastavaka.

## Izbačene scene
- Kong se bori s tri triceraptora (planirano, ali nikada nije snimljeno)
- Sauropod nasilnije ubija tri mornara u vodi
- Kada Kong baci drvo u provaliju, četiri preživjela mornara bivaju pojedena od ogromnog pauka, kukca nalik na hobotnicu, škorpiona i guštera (kada je Merian C. Cooper primijetio da je sekvenca bila prežestoka za publiku, na kraju ju je izbacio).
- Kong skine dio Annine odječe te ju pomiriši (scena je cenzurirana 1933., ali se nalazi u službenoj verziji filma od 1972.).
- Dugačka sekvenca u kojoj Jack i Anne bježe od Kongove pečine.
- Kong stopalom stane na dva domorodca.
- Kong ubija domorodca i njujorčanina sa svojim zubima.
- Kong prekine pokersku zabavu u hotelu (planirano, ali nije poznato je li snimljeno ili ne jer je bilo gotovo identično sa scenom u filmu “Izgubljeni svijet (1925)”)
- Prizor u kojem Kong pada s Empire State zgrade (izbačeno jer su specijalni efekti izgledali prejeftino).

## Kritike
"King Kong" se danas, unatoč drvenoj glumi, slaboj dramaturgiji, nategnutim uvodom i dozom naive, gotovo jednoglasno smatra izvrsnim filmom i jednim od velikih klasika pustolovnog filma i kinemtaografije uopće. Najviše pohvala zaslužuje inventivna režija koja je tada revolucionarne efekte vješto uklopila u funkciji priče. Pritom pak radnja, koju neki smatraju alegorijom i u primitivnom Kongu vide simbol za neobrazovanog pojedinca koji se uzaludno zaljubio u nedostižnu ljepoticu koja nije iz njegove lige/rase/kulture, nudi puno više od virtuozno insciniranih akcijskih scena u fascinantnom ugođaju i jednostavnoj strukturi. 
Tako je kritičar Scott Weinberg napisao: "Jedan od najboljih pustolovnih filmova ikada snimljenih i pravi prototip za sve filmove o čudovištima koji su slijedili, King Kong je, čak i nakon 83 godina, još uvijek jedini pravi vladar kinematografijskog eskapizma." Mordant Hall je zaključio: "Uz pomoć raznih neobičnih rakursa i čarobnjaštva kamere producenti postavljaju adekvatnu priču i stvaraju dovoljno uzbuđenja za svakog ljubitelja takvih priča".
Roger Ebert je u svojoj recenziji utvrdio: “Dobrim danima smatram da je „Građanin Kane“ ključni film zvučnog razdoblja, no u lošim danima to je „King Kong“. To nije zbog toga što ne volim “King Konga” koji, u ovo doba tehničke savršenosti, upotrebljava svoju naivnost kako bi stvorio neku vrstu sablasne začudnosti. To je samo da se primijeti kako je ovaj jednostavan film o čudovištu, a ne psihološka slagalica u „Kaneu“, usmjerila prema putu sadašnjeg razdoblja specijalnih efekata, znanstvene fantastike, apokaliptičnog uništenja i neprestanih šokova. “King Kong” je otac “Jurskog parka” i “Aliena”…No ovaj film je više od samo jednog tehničkog ostvarenja. To je ujedno i neobično dirljiva bajka u kojoj se zvijer ne predstavlja kao čudovište uništenja nego kao biće koje na svoj način želi učiniti pravu stvar. Za razliku od vanzemaljskih bića u “Alienu”, koji utjelovljuju jednodimenzionalnu agresiju, Kong se brine za za svoju zarobljenu ženu, štiti ju te napada samo kada je provociran, a bio bi potpuno zadovoljan kada bi bio ostavljen na miru na svojem otoku…Usprkos svojem sporom uvodu, drvenoj glumi i jeftinom deranju, ima nešto bezvremensko i elementarno u “King Kongu” zbog čega i dalje funkcionira”.
James Berardinelli, kojemu je film jedan od 100 najdražih, je zaključio: “Iako originalni “King Kong” i dalje sjedi na prijestolju naše memorije, napredovanje u tehnologiji i glumi su učinili neke aspekte produkcije zastarjelim. Ipak, kada se gledaju ovi crno-bijeli prizori koji su sastavljeni s dubokom njegom prije nego što su kompjuteri učinili stvar prelaganom, nemoguće je ne osjetiti dojam začudnosti koja je ostvarena prije toliko puno godina…Iako zvuči čudno, Kong je najbolje razvijena ličnost u filmu. Driscoll i Anne su samo tipovi (junak i dama u nevolji) a Denhamu nije dano puno dubine…Gledajući “King Konga” sjetite se što su filmovi nekada bili i što su imali potencijala biti, a to je nešto što “Jurski park” nikada neće biti u stanju učiniti”.

## Vanjske poveznice
- King Kong Lost and Found  Arhivirana inačica izvorne stranice od 13. lipnja 2006. (Wayback Machine).
- New York Times 1933 review
- Filmsite.org
- Time Magazine  Arhivirana inačica izvorne stranice od 23. lipnja 2006. (Wayback Machine)
- Rottentomatoes.com
- The Eighth Wonder Of The World  Arhivirana inačica izvorne stranice od 4. prosinca 2014. (Wayback Machine)
- King Kong at DVD Beaver.com
- Movie Tour Guide.com